# Christina Pluhar
Christina Pluhar (Graz, 1965) es una instrumentista y directora musical de origen austríaco especializada en el repertorio barroco.

## Biografía
Sus comienzos en la música se dan a partir del estudio de guitarra clásica durante su juventud en Graz, en 1984 se traslada a La Haya, graduándose en laúd después de estudiar con el célebre compositor y laudista japonés Toyohiko Sato en el Koninklijk Conservatorium Den Haag (Conservatorio Real de La Haya). Prosigue su formación con Hopkinson Smith en la Schola Cantorum Basiliensis institución donde es galardonada con el ¨Diploma Superieor de Perfectionamiento¨, estudiando posteriormente en la Scuola Civica di Milano con Mara Galassi.
En 1992 obtuvo el primer premio en el Concurso Internacional de Música Antigua de Malmö con el conjunto La Fenice.
Reside en París desde 1992, haciendo presentaciones frecuentes en festivales y conciertos tanto en calidad de solista como de
continuista junto a célebres grupos como La Fenice, Concerto Soave, Accordone, Elyma, Les Musiciens du Louvre, Ricercar, Akademia, La Grande Ecurie et la Chambre du Roy, Concerto Köln, y colaborando con directores como René Jacobs, Ivor Bolton y Alessandro di Marchi.
Dicta clases magistrales desde 1993 en la Universidad de Graz y desde 1999, ha sido profesora de arpa barroca en el  Real Conservatorio de La Haya.
Su repertorio incluye obras solistas y de continuo de los siglos XVI a XVIII para laúd renacentista, guitarra barroca, archilaúd, tiorba y arpa barroca.
En 2000 funda l'Arpeggiata un conjunto internacional de música antigua y tradicional vocal e instrumental, con músicos que fue conociendo a través de su actividad, el número de sus integrantes varía en torno a los diez.

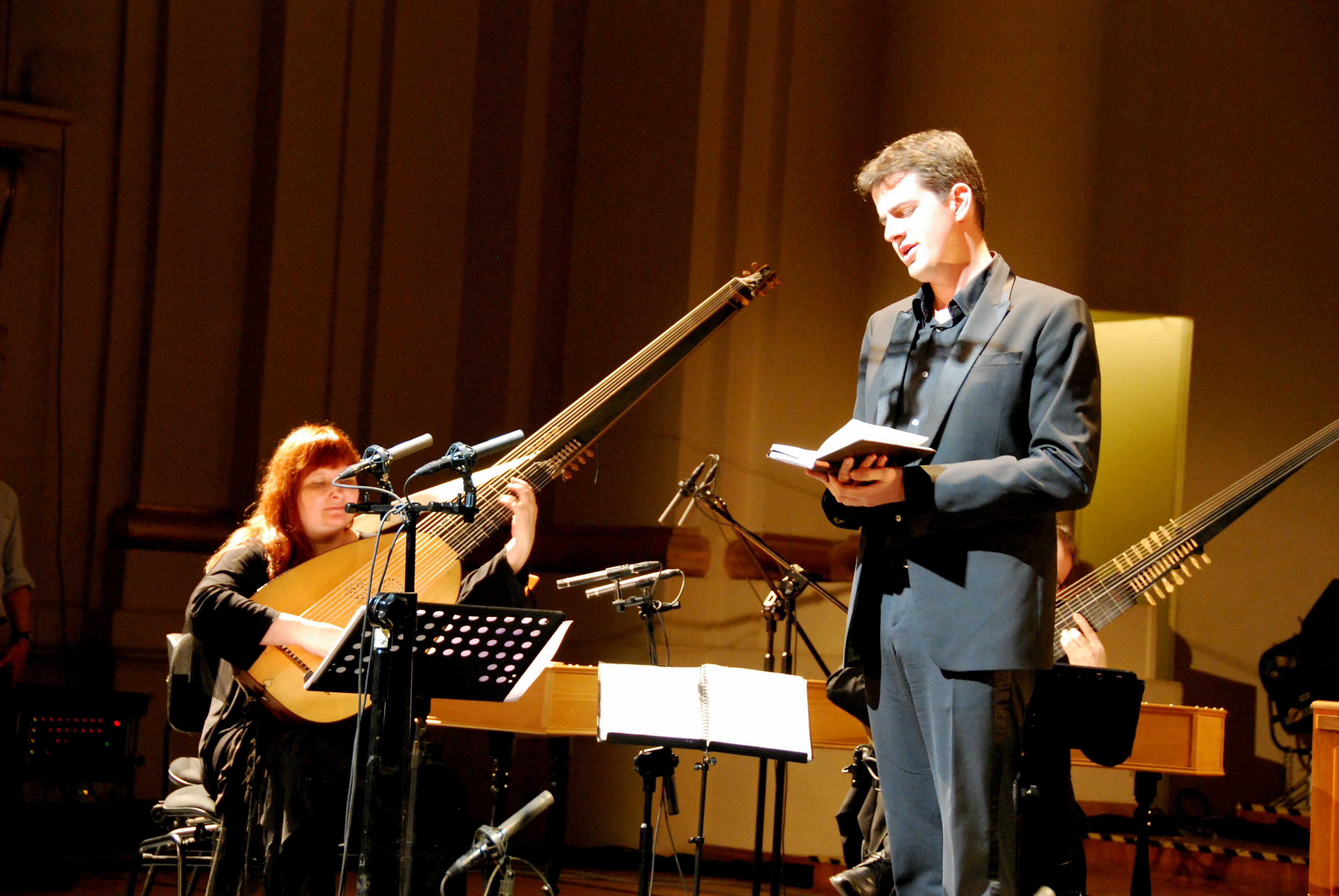
Christina Pluhar con Philippe Jaroussky, en el festival Misteria Paschalia de Cracovia, en 2011

## Discografía[6]
- Lassus, Palestrina: Motetti, Madrigali e Canzoni diminuiti Ensemble la Fenice Arpa (1994)
- Piccinini: Il Concerto dei Fratelli Artista Principal, Dirección artística, Notas de tapa, Arpa, Tiorba (1997)
- L' Héritage de Monteverdi, Vol. 5 - Per il Santissimo Natale Ensemble la Fenice Arpa (1999)
- L' Héritage de Monteverdi, Vol. 1 - Dialoghi Venetiani Ensemble la Fenice / Jean Tubéry - Artista Principal (2001)
- Stefano Landi: Homo fugi velut umbra... L'Arpeggiata / Christina Pluhar Artista Principal, Conductor, Director. (2002)
- La Tarantella: Antidotum Tarantulae L'Arpeggiata / Christina Pluhar Artista Principal, Notas de tapa, Arreglos, Conductor, Improvisación (2004)
- Giovanni Girolamo Kapsberger: La Villanella L'Arpeggiata / Christina Pluhar Artista Principal, Notas de tapa, Dirección, Arreglos, (2004)
- Cavalieri: Rappresentatione di Anima, et di Corpo L'Arpeggiata / Christina Pluhar Artista Principal, Notas de tapa, Arpa barroca, Tiorba (2005)
- Ut pictura musica: From Alpha 001 to Alpha 100 - a musical journey Art. Varios Conductor (2006)
- Caccini: Amor che fai? Stephan Van Dyck / Christina PluharArtista Principal, Arpa barroca, Tiorba (2006)
- Los Impossibles L'Arpeggiata / Christina Pluhar Artista Principal, Notas de tapa, Arreglos, Edición, Dirección, Dirección de arreglos, Conductor, Montage, Improvisación, Composición, Arpa barroca, Tiorba (2007)
- Gianluigi Trovesi all'Opera: Profumo di Violetta Marco Remondini / Gianluigi Trovesi Arreglos (2008)
- Biagio Marini - Dario Castello Ensemble la Fenice Arpa, Tiorba (2008)
- Vêpres sous Charles VI à Vienne L'Arpeggiata / Arsys Bourgogne / Pierre Cao / Christina Pluhar Artista Principal, Conductor (2009)
- Monteverdi: Teatro d'Amore L'Arpeggiata / Christina Pluhar Artista Principal, Notas de tapa, Edición, Dirección (2009)
- Via Crucis L'Arpeggiata / Christina Pluhar Artista Principal, Notas de tapa, Edición musical, Arreglos, Conducción (2010)
- Classical 2011  Conducción (2011)
- Monteverdi: Vespro della Beata Vergine L'Arpeggiata / Christina Pluhar Artista Principal, Notas de tapa, Edición, Conducción, Tiorba (2011)
- The Voice Philippe Jaroussky Dirección artística, Edición musical, Conducción (2012)
- Los Pájaros Perdidos L'Arpeggiata / Christina Pluhar Artista Principal, Notas de tapa, Edición, Arreglos, Conducción (2012)
- The Complete Alpha Recordings L'Arpeggiata / Christina Pluhar Artista Principal, Notas de tapa, Dirección, Dirección de arreglos, Composición, Edición musical (2013)
- Mediterraneo L'Arpeggiata / Christina Pluhar  Artista Principal, Notas de tapa, Edición, Arreglos, Conducción (2013)
- Music for a While: Improvisations on Purcell L'Arpeggiata / Christina Pluhar  Artista Principal, Notas de tapa, Edición, Arreglos, Conducción (2014)
- Giovanni Martino Cesare: Musicali Melodie per voci e instrumenti Les Sacqueboutiers Arpa (2015)
- Orfeo Chamán L'Arpeggiata / Christina Pluhar Artista Principal, Notas de tapa, Adaptación, Arreglos, Composición, Conducción (2016)
- Classical 2016  Vocales (2016)
- The Heritage of MonteverdiEnsemble la Fenice / La Fenice / Jean Tubéry Guitarra, Arpa, Tiorba, Arpa triple (2017)
- Handel goes wild L'Arpeggiata / Christina Pluhar  Artista Principal, Edición, Arreglos, Conducción (2017)